# Kawasaki T-4

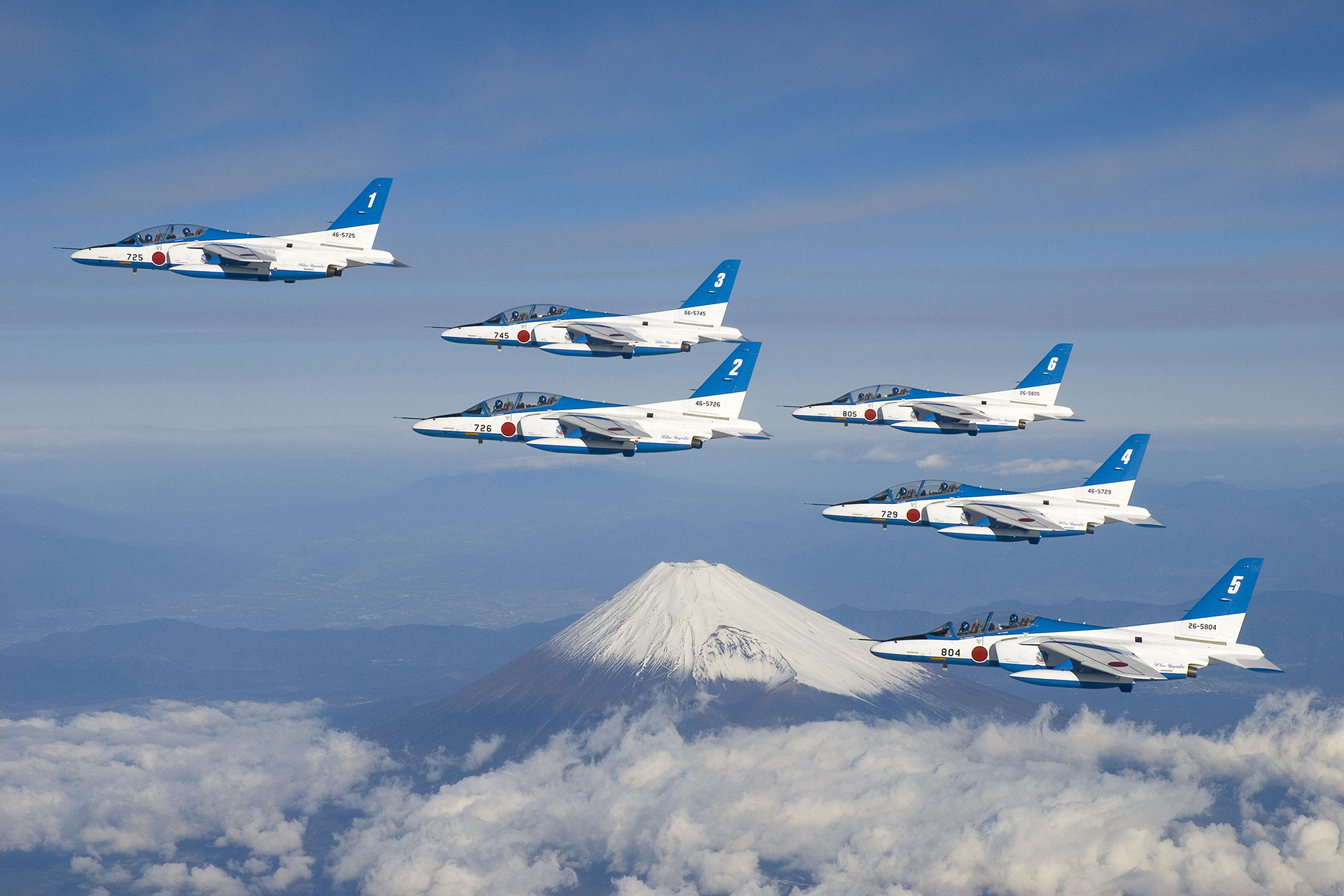
Blue Impulse

Kawasaki T-4 – japoński samolot szkolno-treningowo produkowany przez wytwórnię Kawasaki. Pierwszy prototyp (XT-4) został oblatany 29 lipca 1985. Produkcja seryjna rozpoczęła się w styczniu 1988 i w tym samym roku dostarczono pierwszą partię samolotów; zakończono ją w 2003. Samolot nie posiada uzbrojenia stałego, na dwóch podskrzydłowych i jednym podkadłubowym węźle może przenosić zbiorniki paliwa do 120 galonów, aparaturę do wykrywania skażeń, pojemniki na bagaż, z wyrzutniami środków zakłócających lub z karabinami maszynowymi. Służy jako samolot do szkolenia zaawansowanego i łącznikowy w dywizjonach bojowych. Używany także przez lotniczy zespół akrobacyjny „JASDF Blue Impulse”.

## Warianty
- XT-4: 2-miejscowa wersja prototypowa (szkolno-bojowa)
- T-4: 2-miejscowa wersja szkolno-bojowa (208 sztuk).

## Użytkownicy
- Japonia
  - Japońskie Siły Samoobrony.